# کانتو سولالیو
کانتو سولالیو (به ایتالیایی: Canneto sull'Oglio) یک کومونه در ایتالیا است که در استان منتووا واقع شده‌است.

## خصوصیات
کانتو سولالیو ۲۵٫۹ کیلومترمربع مساحت و ۴٬۵۶۱ نفر جمعیت دارد.